# Conquista romana da Britânia

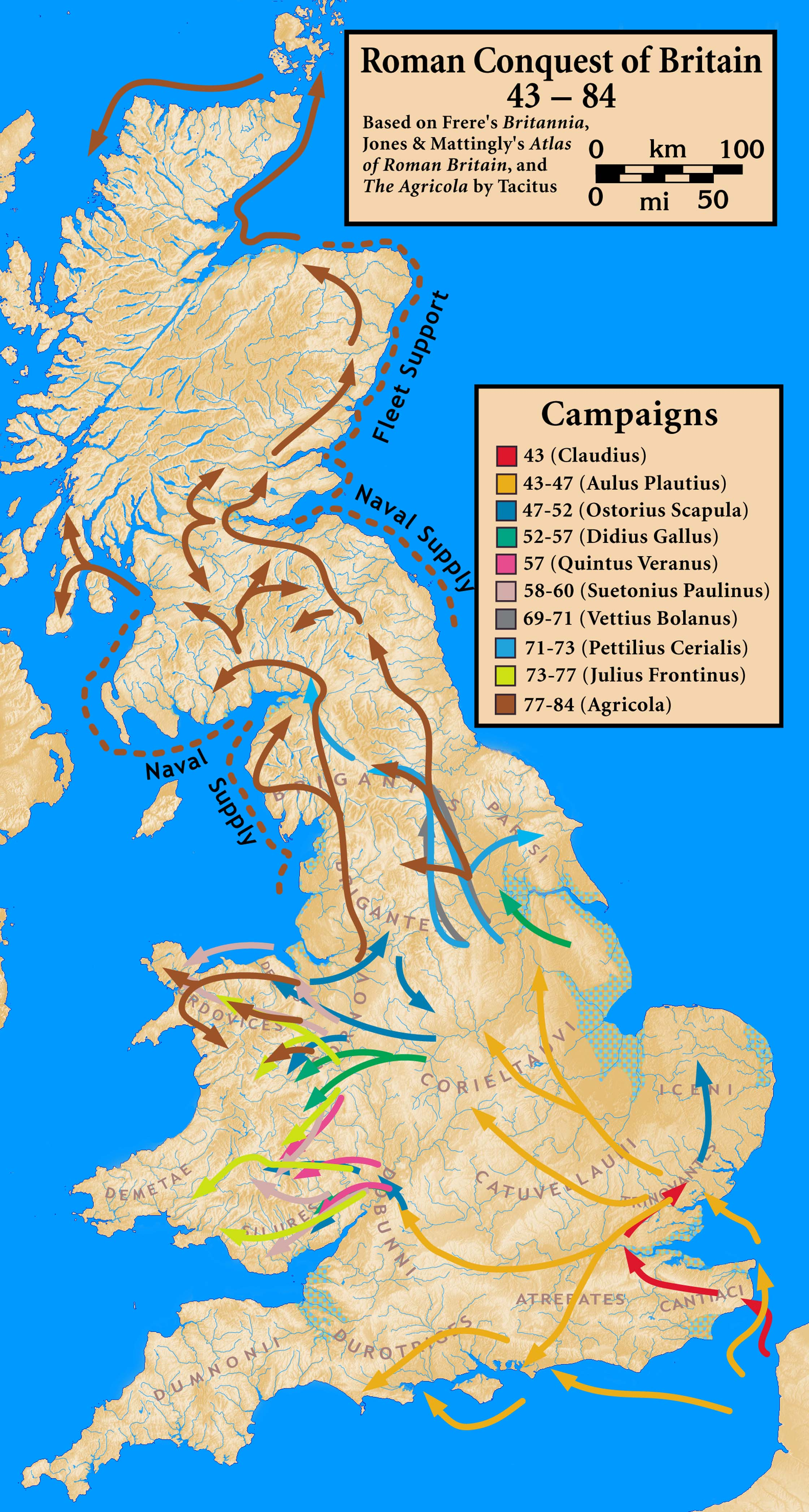
As campanhas romanas na Grã-Bretanha.

Por volta de 43 d.C., momento da principal invasão romana da Britânia, a ilha já tinha sido frequente objetivo de invasões planeadas e realizadas por forças da República Romana e do Império Romano. Assim como outras regiões nos limites do império, Britânia estabelecera relações diplomáticas e comerciais com os romanos ao longo de um século desde as expedições de Júlio César em 55 a.C. e 54 a.C., e a influência econômica e cultural de Roma era uma parte significativa da tardia pré-romana Idade do Ferro britânica, especialmente no sul.

## Introdução

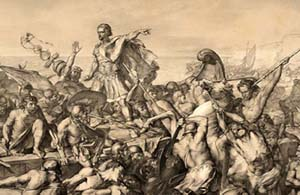
Reconstrução da primeira das invasões de Júlio César à ilha

Entre 55 a.C. e 40 d.C., a política de pagamento de tributos, troca de reféns e vassalagem das tribos britânicas, iniciada com as invasões da Britânia por Júlio César durante a Guerra das Gálias, continuou sem sofrer apenas câmbios. César Augusto preparou a invasão da ilha em três ocasiões (34 a.C., 27 a.C. e 25 a.C.). A primeira e terceira foram abortadas por causa de revoltas produzidas em outras regiões do império, e a segunda por os líderes britânicos parecerem dispostos a chegar a um acordo e evitarem a guerra. Segundo a Res Gestae de Augusto, dois reis britânicos, Dunovelauno e Tincomaro, viajaram suplicantes a Roma durante o seu reinado, e a Geografía de Estrabão, escrita durante este período, afirma que a Britânia pagou mais em tributos e impostos do que poderia implicar se a ilha fosse conquistada.
Na década de 40 d.C., a situação política dentro da Britânia era instável. Os Catuvelaunos substituíram os Trinovantes como o reino mais poderoso a sudeste da Britânia, tomando a antiga capital Trinovantiana de Camuloduno e iniciaram uma política de pressões para os seus vizinhos os Atrébates, dirigidos pelos descendentes do antigo aliado e posterior inimigo de Júlio César, Cômio.
Calígula planejou uma campanha contra os britanos em 40 mas a sua execução foi realmente estranha: segundo o que escreve Suetônio em Vidas dos Doze Césares, o imperador dispôs as suas tropas em formação de batalha ao longo do canal da Mancha e ordenou que atacassem permanecendo na água. Posteriormente ordenou que os soldados deviam recolher conchas da água como "o tributo que o oceano devia ao monte Capitolino e ao monte Palatino". Os historiadores modernos não se mostram seguros a respeito de se essa ação foi um castigo a um possível motim dos soldados ou consequência de um dos desvarios de Calígula. O certo é que esta tentativa de invasão preparou as tropas e facilitou a invasão de Cláudio iniciada três anos depois (por exemplo, Calígula edificou um farol em Bolonha-sobre-o-Mar, que serviu como modelo para outro construído em 43 d.C., em Dubris).

## Preparativos de Cláudio
Três anos depois da frustrada invasão de Calígula, o seu sucessor no trono, o imperador Cláudio, provavelmente utilizando as tropas do seu predecessor, formou uma força invasora para reabilitar no trono a Verica, um rei exilado dos Atrébates. Aulo Pláucio, um importante senador, foi posto no comando de quatro legiões que somavam um total de 20 000 soldados sem contar os auxiliares, com os quais somariam por volta de 40 000. As legiões de Plaúcio foram as seguintes:
- Legio II Augusta
- Legio IX Hispana
- Legio XIV Gemina
- Legio XX Valeria Victrix

A II Augusta é famosa por ter sido comandada pelo futuro imperador Vespasiano. Segundo os escritos antigos, outros três homens de posição consular foram designados comandantes da força de invasão. Cneu Hosídio Geta, foi designado provavelmente como comandante da IX Hispanica. O irmão de Vespasiano Tito Flávio Sabino é mencionado com Geta pelo historiador Dião Cássio (Cássio afirma que Sabino era tenente de Vespasiano, mas como Sabino era o irmão maior e precedeu Vespasiano no cursus honorum, foi seguramente tribuno militar). Segundo Eutrópio, Cneu Séntio Saturnino foi na sua condição de antigo cônsul, mas ao ser idoso demais é provável que acompanhasse Cláudio quando este desembarcou na ilha.

## Cruzamento e invasão
A força principal de invasão de Pláucio partiu em três divisões. Geralmente, acredita-se que o porto do que partiu o exército romano foi Bolonha-sobre-o-Mar, e que o principal ponto de desembarque foi Rutúpias (Rutupiae; atual Richborough, na costa Leste de Kent). Contudo, não fica demonstrado que fossem estes dois locais. Dião Cássio não menciona o nome do porto de partida, e embora Suetônio afirme que a força secundária partiu sob o comando de Cláudio de Bolonha, isso não significa necessariamente que a força de invasão inteira partisse dali. Pela sua vez, Richborough conta com um grande porto natural, que seria adequado, e amostra restos arqueológicos romanos que indicam uma ocupação militar no momento adequado. Contudo, Dião Cássio alega que os romanos partiram de leste para oeste, e uma viagem de Bolonha a Richbourough suporia um deslocamento de sul a norte. Alguns historiadores sugestionam que a força invasora navegou de Bolonha para Solent, desembarcando nas cercanias de Noviômago dos Reginos (Chichester) ou Southampton, em território governado oficialmente por Vérica. Uma explicação alternativa propõe uma viagem do rio Reno para Richborough, que suporia um deslocamento de leste a oeste.

## Derrota da resistência a sul

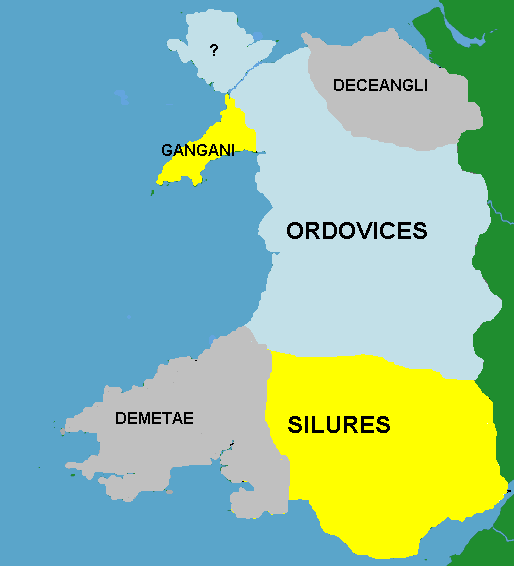
Tribos de Gales durante a invasão romana. A posição exata das fronteiras é discutida.

A resistência dos britanos foi dirigida pelos líderes Togoduno e Carataco, filhos do rei dos catuvelaunos, Cunobelino. Uma importante força britânica enfrentou-se com os invasores romanos nas imediações de Rochester, no rio Medway. A batalha prolongou-se durante dois dias. O general romano Hosídio Geta foi capturado durante a contenda, mas foi resgatado e desequilibrou a contenda em favor dos romanos, sendo recompensado com um triunfo ao seu regresso a Roma.
Os britânicos retrocederam para o Tamisa com o exército romano perseguindo-os ao longo do rio e causando numerosas baixas quando atravessavam o território de Essex. Desconhece-se se para este fim os romanos construíram uma ponte fixa ou se a edificaram temporariamente, embora seja confirmado que ao menos uma divisão de auxiliares batávios cruzou o rio e constituiu uma força independente.
Quando o líder britano Togoduno faleceu após a débâcle do Tâmisa, Pláucio deteve a sua ofensiva e enviou uma mensagem a Cláudio pedindo que se unisse para dirigir a ofensiva final. Dião Cássio escreve que Pláucio precisava do apoio de Cláudio para derrotar o ressurgimento dos britanos que estavam decididos a vingar a morte de Togoduno. Contudo, Cláudio não era militar. O Arco de Cláudio afirma que o imperador recebeu a rendição de onze líderes da resistência britana sem sofrer perda alguma. Suetônio afirma que Cláudio recebeu a rendição dos britanos sem estar presente numa só batalha. É provável que os catuvelaunos estivessem já à beira da derrota pela habilidade militar de Plaútio, o que permitiu Cláudio aparecer como o vencedor na marcha final sobre Camuloduno. Dião Cássio relata que Cláudio trouxe das afastadas regiões do império elefantes de guerra, (embora não se tenham descoberto restos deles), e armamento pesado que impediu um novo rebrote dos insurgentes nativos. Onze líderes a sudeste da Britânia renderam-se ao imperador, e este regressou para Roma junto a Camuloduno para celebrar a sua vitória. Carataco, pela sua vez, escapou e continuou resistindo os invasores desde o afastado oeste. Em comemoração da vitória de Cláudio, o filho do imperador, Cláudio Tibério Germânico foi recompensado com o título honorífico de Britânico.

## 44 – 60

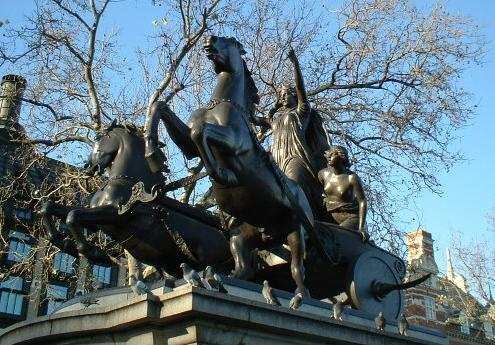
Estátua de Boudica perto da ponte de Westminster

Em 44 d.C., o general Vespasiano assumiu o comando de uma pequena força e marchou para oeste subjugando as tribos e capturando uma série de ópidos ao longo do seu caminho. A marcha de Vespasiano chegou ao menos até Exeter e, provavelmente, alcançou a região de Bodmin. A Legio IX Hispana foi enviada para norte, para Lincoln e, após quatro anos de invasão, é provável que a área em redor de Humber até o rio Severn caísse sob controle romano. A situação da estrada romana conhecida como Fosse Way levou muitos historiadores a debater o papel da rota como uma fronteira durante a primeira ocupação. É mais provável que a fronteira entre os romanos e os britanos estivesse mudando durante este período.
No fim de 47 d.C., o novo governador da Britânia, Públio Ostório Escápula, iniciou uma campanha contra as tribos assentadas no atual Gales e Cheshire Gap. A tribo dos Siluros, assentada na região do sudeste de Gales, causou consideráveis problemas a Escápula e defendeu com firmeza a fronteira galesa situada nas proximidades do seu território. O próprio Carataco foi derrotado num encontro e fugiu para o território dos Brigantes, que ocuparam os Peninos. A rainha deste povo, Cartimândua, estava pouco disposta a batalhar com os romanos e decidiu assinar um tratado de paz com eles pelo qual lhes entregava Carataco e eles comprometiam-se a apoiá-la militarmente. Quando Ostório faleceu, foi substituído por Aulo Dídio Galo, que penetrou na fronteira galesa, tomando-a, mas sem continuar, provavelmente porque Cláudio queria evitar uma dura guerra de desgaste com o objetivo de se abrir caminho através do montanhoso território britânico.

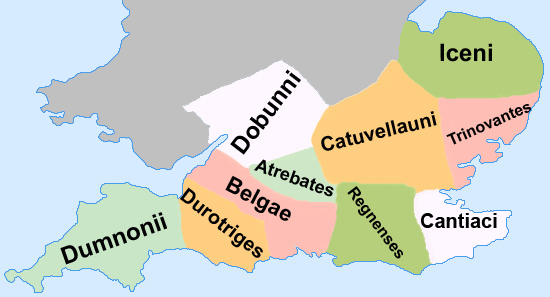
Tribos celtas a sul da Inglaterra

Quando Nero ascendeu ao trono após a morte de Cláudio em 54 d.C., parecia decidido a continuar a invasão da ilha e nomeou Quinto Verânio como governador da província, um homem com experiência em tratar com as belicosas tribos da Ásia Menor. Verânio e o seu sucessor, Caio Suetônio Paulino dirigiram com sucesso uma campanha ao longo do território de Gales, famosa por destruir a resistência dos druidas ao capturar a sua capital, a ilha de Mona (Anglesey), em 60 d.C. A ocupação final de Gales foi detida por causa da rebelião da rainha Boudica, cujas tropas obrigaram os romanos a retroceder para sudeste. Os siluros não foram conquistados por completo até 76 d.C., após uma longa e dura campanha dirigida pelo general romano Sexto Júlio Frontino.

## 60 – 96
Após a derrota dos insurgentes britanos sob o comando da rainha Boudica na Batalha de Watling Street, os seguintes governadores enviados por Roma continuaram a sua conquista avançando para norte.
Cartimândua foi obrigada a pedir apoios os romanos para que a ajudassem a enfrentar-se com a rebelião do seu marido Venúcio. Quinto Petílio Cerial tomou umas quantas legiões estacionadas em Lincoln e avançou até chegar a Iorque. As legiões enfrentaram-se com Venúcio e derrotaram-no nas imediações de Stanwick, por volta de 70 d.C. Como resultado, a tribo dos Brigantes foi totalmente romanizada.

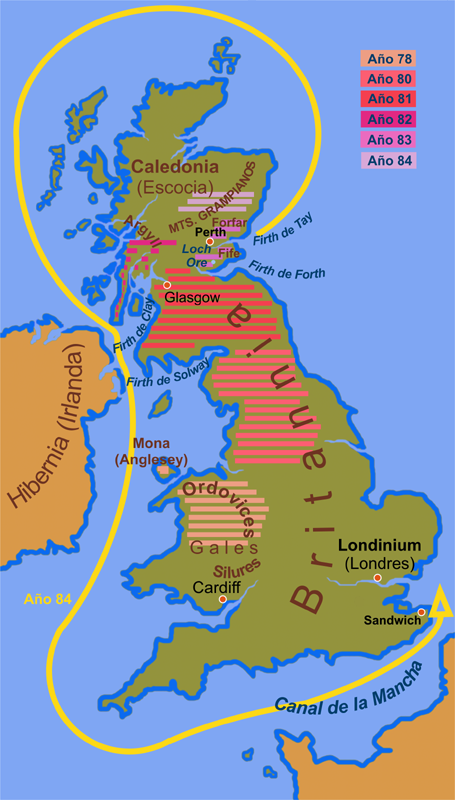
Campanhas de Cneu Júlio Agrícola na Britânia nos anos de 78-84

Sexto Júlio Frontino foi enviado a governar a província romana da Britânia em 74 d.C. em substituição de Quinto Petílio Cerial. O novo governador subjugou a tribo dos Siluros e os povos hostis a Roma que se assentavam no território de Gales, estabelecendo o seu acampamento base em Caerleon, guarnecendo-o com a Legio II Augusta e estabelecendo uma série de pequenas fortificações situadas a cerca de 15–20 km de distância entre elas. Durante o seu mandato foi construída uma fortificação em Pumsaint, a oeste de Gales, em parte com o objetivo de explorar os recursos auríferos de Dolaucothi. Frontino retirou-se da província em 78 d.C. e ao seu regresso à capital foi designado como comissionado de águas em Roma.
O general Cneu Júlio Agrícola foi designado em substituição de Frontino. O novo governador da ilha derrotou os Ordovicos em Gales e, posteriormente, tomou o comando de uma pequena força, marchando para norte, onde construiu uma série de estradas ao longo dos Peninos. Edificou uma fortificação em Chester e empregou táticas depreciáveis em algumas ocasiões com o objetivo de obter a rendição britana pelo medo. Em 80 d.C., Agrícola tinha chegado até o rio Tai, iniciando na zona a construção da grande fortaleza de Inchtuthil. Agrícola obteve uma decisiva vitória contra a Confederação de Caledônia liderada por Cálgaco na Batalha do Monte Gráupio. Após a vitória, Agrícola ordenou à sua frota navegar para norte da Escócia com o fim de obter a rendição das Órcadas.
Apesar das suas vitórias, Júlio Agrícola foi chamado para Roma pelo imperador Domiciano e substituído por uma série de sucessores ineficazes que não foram capazes de subjugar os seus inimigos e continuar o avanço para norte.
A fortaleza de Inchtuthil foi desmantelada antes de finalizar a sua construção e, no seu lugar, foram erigidas outras fortificações em Gask Ridge, em Perthshire, construídas para consolidar a presença romana na zona da Escócia. Após a débâcle do monte Gráupio, é provável que os Britanos optassem por abandonar a zona devido aos altos custos da guerra, e era mais rentável ceder aos romanos o controle da zona apesar de deixar os Caledônios sem apoios.

## Insucesso na conquista de Escócia

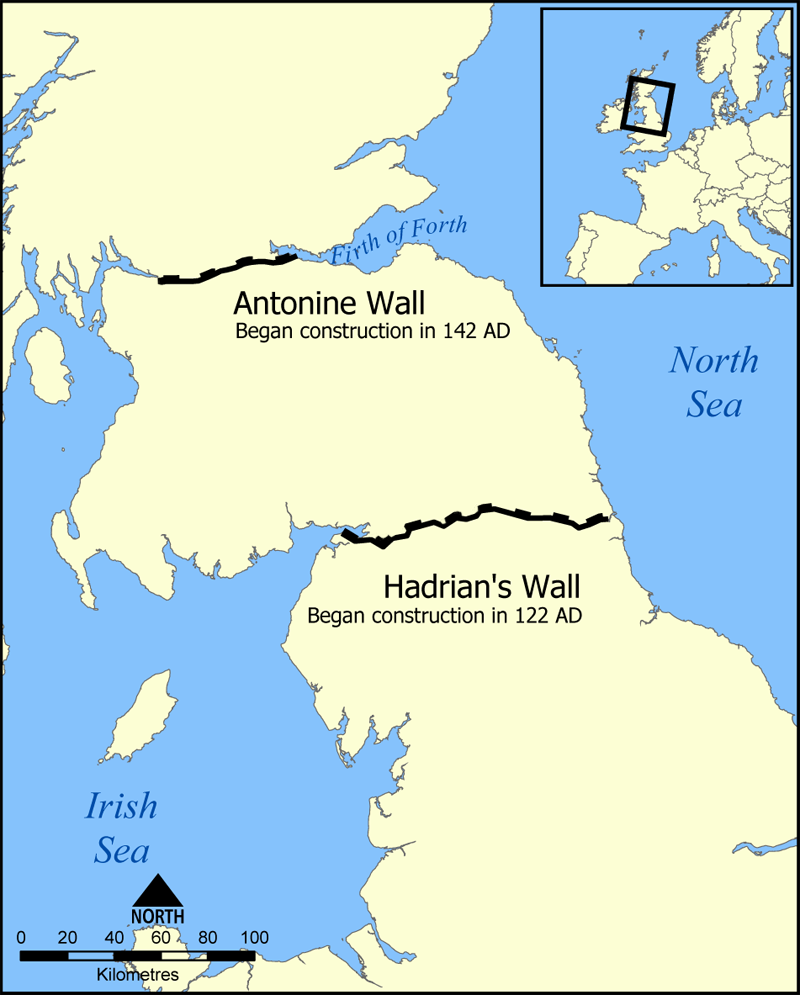
Localização na Grã-Bretanha da Muralha de Adriano, ao sul, e da Muralha de Antonino, mais ao norte

Após a saída de Cneu Júlio Agrícola, os romanos foram retirando-se de maneira progressiva atrás dos limes que construíram na parte central da ilha, conhecidos geralmente com o nome genérico de Muralha de Adriano.
Os romanos tentaram avançar as suas posições para norte, entre os rios Clyde e Forth em 142, quando a Muralha de Antonino foi construída. Contudo, após duas décadas de repetidos insucessos, as legiões abandonaram a sua ofensiva e retiraram-se atrás da seção da Muralha de Adriano, situada entre as regiões do rio Tyne e a área fronteiriça do fiorde de Solway. Apesar desta aparente retirada, as tropas romanas tentariam penetrar na Escócia várias vezes mais, de fato, a maior densidade de acampamentos romanos da Europa encontra-se na Escócia, como resultado das quatro ocasiões nas quais o Império Romano tentou subjugar a belicosa região.
A mais importante destas invasões aconteceu em 209, quando o imperador Septímio Severo, alegando a intolerável beligerância da tribo dos meatas, iniciou uma campanha contra a Confederação da Caledônia. Para a sua campanha, o imperador tomou o comando de três legiões veteranas estacionadas na ilha e 9 000 soldados imperiais apoiados por numerosa cavalaria e auxiliares subministrados por via marítima pela frota britânico-romana e as frotas do Danúbio e do Reno. O conflito foi extremamente sangrento, e ambos os bandos sofreram quantiosas baixas. Septímio Severo viu-se obrigado a retroceder atrás da sua muralha após perder 50 000 dos seus homens. Enquanto firmava o tratado de paz com os britanos, Severo reformou a Muralha de Adriano, tão profusamente que alguns historiadores lhe atribuíram a sua construção. Durante as negociações para assinar uma trégua, foi emitido o primeiro comentário do qual tem registro; atribuído a um nativo da Escócia (tal qual menciona Dião Cássio). Quando a esposa do imperador, Júlia Domna, criticou os costumes sexuais das mulheres caledônias, uma das esposas dos líderes britanos, Argentocoxos, replicou do seguinte modo: "Nós nos casamos com os melhores homens enquanto vós tendes de vos conformar com os piores". O imperador Severo faleceu em Iorque em 211, quando planeava retomar as hostilidades contra as tribos britanas. Os seus planos seriam abandonados pelo seu filho Caracala.
As últimas incursões dos romanos na Escócia limitaram-se a simples missões de exploração, ao estabelecimento de contratos comerciais, à assinatura de tratados e, finalmente, à propagação do cristianismo.
Os sucessos e insucessos dos romanos em subjugar a Britânia ficam ainda presentes na geografia política das ilhas Britânicas, na qual a separação entre Escócia e Inglaterra coincide praticamente com a situação da Muralha de Adriano.